# Чылдыр (район)
Чылдыр (тур. Çıldır) — район и город в провинции Ардахан на северо-востоке Турции. На территории района находится озеро Чылдыр.